# Varanus jobiensis
Varanus jobiensis (Варан єменський) — вид тварин роду варан родини варанових.

## Опис
Виростає до 120 сантиметрів в довжину. Колір горла від біло-жовтого до червоного. Верх тіла від темно-оливковкового до чорного, з численними дрібними, яскравими плямами. Верх голови сірий. Язик рожевий. Низ білуватий.

## Поведінка
Денний одинак. В основному активний на землі, від небезпеки рятується на деревах.

## Поширення
Країни поширення: Індонезія, Папуа Нова Гвінея. Мешкає до висоти 900 м над рівнем моря. Цей вид живе у змішаних лісах густої рослинності, але уникає мангрових лісів.